# ویکتور زوونکا
ویکتور زوونکا (رومانیایی: Victor Zvuncă؛ زادهٔ ۱۵ نوامبر ۱۹۵۱) بازیکن سابق و مربی فوتبال اهل فرانسه است.
از باشگاه‌هایی که در آن بازی کرده‌است می‌توان به باشگاه فوتبال متس و باشگاه فوتبال المپیک مارسی اشاره کرد.
وی همچنین در تیم ملی فوتبال فرانسه بازی کرده‌است.